# سم کلوکاس
سم کلوکاس (انگلیسی: Sam Clucas؛ زادهٔ ۲۵ سپتامبر ۱۹۹۰) بازیکن فوتبال اهل بریتانیا است.
از باشگاه‌هایی که در آن بازی کرده‌است می‌توان به باشگاه فوتبال هرفورد یونایتد، باشگاه فوتبال هال سیتی، باشگاه فوتبال لستر سیتی، باشگاه فوتبال منزفیلد تاون، باشگاه فوتبال لینکولن سیتی، و باشگاه فوتبال چسترفیلد اشاره کرد.
وی همچنین در تیم ملی فوتبال انگلستان سی بازی کرده‌است.